# Jaap Eden Trofee 1996
26 Jaap Eden Trofee 1996 was een schaatsmarathon. Het is de zesentwintigste editie van de Jaap Eden Trofee die werd gehouden op zaterdag 19 oktober 1996 en plaatsvond op de Jaap Edenbaan in Amsterdam. Voor de eerste keer was de Jaap Eden Troffee onderdeel van een KNSB Cup waarbij er punten gehaald konden worden voor het algemeen klassement. De winnaar van de zesentwintigste editie was bij de mannen Ruud Borst, het zilver was voor Jan Eise Kromkamp en het brons voor Arnold Gaasenbeek. De winnaar van de twaalfde editie bij de vrouwen Jolanda Duivenvoorden-Grimbergen die evenveel overwinning heeft met Petra Moolhuizen en nu mede recordkampioen is, het zilver was voor Klasina Seinstra en het brons voor Marjan Mager. Ook was er een eerse divisie wedstrijd.

## Podia
| Klasse                | Eerste                           | Tweede            | Derde             |
| --------------------- | -------------------------------- | ----------------- | ----------------- |
| Top-divisie mannen    | Ruud Borst                       | Jan Eise Kromkamp | Arnold Gaasenbeek |
| Top-divisie vrouwen   | Jolanda Duivenvoorden-Grimbergen | Klasina Seinstra  | Marjan Mager      |
| Eerste divisie mannen | Marcel Nat                       | Gerard Kemkers    | Arno Winters      |

## Uitslag Top-divisie mannen[1]
| #      | Rijder               | Nationaliteit | Ploeg       | Ronde |
| ------ | -------------------- | ------------- | ----------- | ----- |
| Goud   | Ruud Borst           | Nederland     | Klerk's     | 1     |
| Zilver | Jan Eise Kromkamp    | Nederland     | Netwerk VSP | 1     |
| Brons  | Arnold Gaasenbeek    | Nederland     | Slager      | 1     |
| 4      | Rob van Meggelen     | Nederland     | IDD         | 1     |
| 5      | Henri Ruitenberg sr. | Nederland     |             | 1     |
| 6      | Patrick Snijders     | Nederland     |             |       |
| 7      | Lammert Huitema      | Nederland     | Klerk's     |       |
| 8      | Frans de Ronde       | Nederland     | Slager      |       |
| 9      | Yep Kramer           | Nederland     | Klerk's     |       |
| 10     | Edward Hagen         | Nederland     | Wehkamp     |       |
| 11     | Henk Angenent        | Nederland     | Netwerk VSP |       |
| 12     | René Ruitenberg      | Nederland     | Wehkamp     |       |
| 13     | Haico Bouma          | Nederland     | Wehkamp     |       |
| 14     | Willem Poelstra      | Nederland     | Ostrin      |       |
| 15     | Peter de Vries       | Nederland     | Van Lingen  |       |
| 16     | Ard Alderts          | Nederland     | Bional      |       |
| 17     | Miel Rozendaal       | Nederland     |             |       |
| 18     | Richard Tauber       | Nederland     |             |       |
| 19     | Henk van Benthem     | Nederland     | Buiter      |       |
| 20     | Arnold Stam          | Nederland     | Van Lingen  |       |

### Standen na Marathon Cup 1
| Stand Marathon Cup | Stand Marathon Cup   | Stand Marathon Cup | Stand Marathon Cup |
| Nr.                | Naam                 | Ploeg              | Punten             |
| ------------------ | -------------------- | ------------------ | ------------------ |
| 1                  | Ruud Borst           | Klerk's            | 24,1               |
| 2                  | Jan Eise Kromkamp    | Netwerk VSP        | 23                 |
| 3                  | Arnold Gaasenbeek    | Slager             | 22                 |
| 4                  | Rob van Meggelen     | IDD                | 21                 |
| 5                  | Henri Ruitenberg sr. |                    | 20                 |
| 6                  | Patrick Snijders     |                    | 15                 |
| 7                  | Lammert Huitema      | Klerk's            | 14                 |
| 8                  | Frans de Ronde       | Slager             | 13                 |
| 9                  | Yep Kramer           | Klerk's            | 12                 |
| 10                 | Edward Hagen         | Wehkamp            | 11                 |
| 11                 | Henk Angenent        | Netwerk VSP        | 10                 |
| 12                 | René Ruitenberg      | Wehkamp            | 9                  |
| 13                 | Haico Bouma          | Wehkamp            | 8                  |
| 14                 | Willem Poelstra      | Ostrin             | 7                  |
| 15                 | Peter de Vries       | Van Lingen         | 6                  |
| 16                 | Ard Alderts          | Bional             | 5                  |
| 17                 | Miel Rozendaal       |                    | 4                  |
| 18                 | Richard Tauber       |                    | 3                  |
| 19                 | Henk van Benthem     | Buiter             | 2                  |
| 20                 | Arnold Stam          | Van Lingen         | 1                  |

| Stand ploegenklassement | Stand ploegenklassement | Stand ploegenklassement |
| Nr.                     | Ploeg                   | Punten                  |
| ----------------------- | ----------------------- | ----------------------- |
| 1                       | Klerk's                 | 50,1                    |
| 2                       | Slager                  | 35                      |
| 3                       | Netwerk VSP             | 33                      |
| 4                       | Wehkamp                 | 28                      |
| 5                       | Ostrin                  | 7                       |

## Uitslag Top-divisie vrouwen[2]
| #      | Rijder                           | Nationaliteit | Ploeg        | Ronde |
| ------ | -------------------------------- | ------------- | ------------ | ----- |
| Goud   | Jolanda Duivenvoorden-Grimbergen | Nederland     | Bional       | 1     |
| Zilver | Klasina Seinstra                 | Nederland     | Slager       | 1     |
| Brons  | Marjan Mager                     | Nederland     | Slager       | 1     |
| 4      | Petra de Boer                    | Nederland     | Presto       | 1     |
| 5      | Baukje Bron                      | Nederland     | Bergh.Papier | 1     |
| 6      | Jenita Smit                      | Nederland     | Buiter       | 1     |
| 7      | Gretha Smit                      | Nederland     | Buiter Beton | 1     |
| 8      | Sandra de Ronde                  | Nederland     |              |       |
| 9      | Laura Kamminga                   | Nederland     | Slager       |       |
| 10     | Sonja Groot                      | Nederland     | N.Groot      |       |
| 11     | Selina Stoelwinder               | Nederland     |              |       |
| 12     | Alida Pasveer                    | Nederland     | Enk.Almanak  |       |
| 13     | Janny Zonderland                 | Nederland     |              |       |
| 14     | Anneke Hospes                    | Nederland     |              |       |
| 15     | Martina Blanke                   | Nederland     |              |       |
| 16     | Margriet Merbis                  | Nederland     | Enk.Almanak  |       |
| 17     | Yvonne van Schie                 | Nederland     |              |       |
| 18     | Dion van Loon-van der Sterren    | Nederland     |              |       |
| 19     | Marja de Ridder                  | Nederland     | Dasia        |       |
| 20     | Kathalijne Oudhoff               | Nederland     |              |       |

### Standen na Marathon Cup 1
| Stand Marathon Cup | Stand Marathon Cup               | Stand Marathon Cup | Stand Marathon Cup |
| Nr.                | Naam                             | Ploeg              | Punten             |
| ------------------ | -------------------------------- | ------------------ | ------------------ |
| 1                  | Jolanda Duivenvoorden-Grimbergen | Bional             | 24,1               |
| 2                  | Klasina Seinstra                 | Slager             | 23                 |
| 3                  | Marjan Mager                     | Slager             | 22                 |
| 4                  | Petra de Boer                    | Presto             | 21                 |
| 5                  | Baukje Bron                      | Bergh.Papier       | 20                 |
| 6                  | Jenita Smit                      | Buiter             | 15                 |
| 7                  | Gretha Smit                      | Buiter Beton       | 14                 |
| 8                  | Sandra de Ronde                  |                    | 13                 |
| 9                  | Laura Kamminga                   | Slager             | 12                 |
| 10                 | Sonja Groot                      | N.Groot            | 11                 |
| 11                 | Selina Stoelwinder               |                    | 10                 |
| 12                 | Alida Pasveer                    | Enk.Almanak        | 9                  |
| 13                 | Janny Zonderland                 |                    | 8                  |
| 14                 | Anneke Hospes                    |                    | 7                  |
| 15                 | Martina Blanke                   |                    | 6                  |
| 16                 | Margriet Merbis                  | Enk.Almanak        | 5                  |
| 17                 | Yvonne van Schie                 |                    | 4                  |
| 18                 | Dion van Loon-van der Sterren    |                    | 3                  |
| 19                 | Marja de Ridder                  | Dasia              | 2                  |
| 20                 | Kathalijne Oudhoff               |                    | 1                  |

## Uitslag Eerste divisie mannen[3]
| #      | Rijder            | Nationaliteit | Ploeg        | Ronde |
| ------ | ----------------- | ------------- | ------------ | ----- |
| Goud   | Marcel Nat        | Nederland     |              | 1     |
| Zilver | Gerard Kemkers    | Nederland     |              | 1     |
| Brons  | Arno Winters      | Nederland     |              | 1     |
| 4      | Jakob Haaijer     | Nederland     | Otak         | 1     |
| 5      | Arthur Veldhoen   | Nederland     |              | 1     |
| 6      | Robert Gaasenbeek | Nederland     |              | 1     |
| 7      | Pieter Pieterse   | Nederland     |              | 1     |
| 8      | Koen Lankhaar     | Nederland     | Arie Straver | 1     |
| 9      | Patrick Schmitz   | Nederland     |              | 1     |
| 10     | Richard Kramer    | Nederland     |              | 1     |
| 11     | Sijmen Algra      | Nederland     |              |       |
| 12     | Eduard Vunderink  | Nederland     |              |       |
| 13     | Bart Thesingh     | Nederland     | Arie Straver |       |
| 14     | Marcel Huisman    | Nederland     | Seignette    |       |
| 15     | Bernhard Bouma    | Nederland     |              |       |
| 16     | Gerard Oord       | Nederland     | CaterConcept |       |
| 17     | Roelof Burghoorn  | Nederland     |              |       |
| 18     | Anco Pastoor      | Nederland     | Otak         |       |
| 19     | Rintsje de Vries  | Nederland     |              |       |
| 20     | Roelof Compagner  | Nederland     |              |       |

### Standen na Marathon Cup 1
| Stand Marathon Cup | Stand Marathon Cup | Stand Marathon Cup | Stand Marathon Cup |
| Nr.                | Naam               | Ploeg              | Punten             |
| ------------------ | ------------------ | ------------------ | ------------------ |
| 1                  | Marcel Nat         |                    | 24,1               |
| 2                  | Gerard Kemkers     |                    | 23                 |
| 3                  | Arno Winters       |                    | 22                 |
| 4                  | Jakob Haaijer      | Otak               | 21                 |
| 5                  | Arthur Veldhoen    |                    | 20                 |
| 6                  | Robert Gaasenbeek  |                    | 15                 |
| 7                  | Pieter Pieterse    |                    | 14                 |
| 8                  | Koen Lankhaar      | Arie Straver       | 13                 |
| 9                  | Patrick Schmitz    |                    | 12                 |
| 10                 | Richard Kramer     |                    | 11                 |
| 11                 | Sijmen Algra       |                    | 10                 |
| 12                 | Eduard Vunderink   |                    | 9                  |
| 13                 | Bart Thesingh      | Arie Straver       | 8                  |
| 14                 | Marcel Huisman     | Seignette          | 7                  |
| 15                 | Bernhard Bouma     |                    | 6                  |
| 16                 | Gerard Oord        | CaterConcept       | 5                  |
| 17                 | Roelof Burghoorn   |                    | 4                  |
| 18                 | Anco Pastoor       | Otak               | 3                  |
| 19                 | Rintsje de Vries   |                    | 2                  |
| 20                 | Roelof Compagner   |                    | 1                  |

1971 · 
1972 · 
1973 ·
1974 · 
1975 · 
1976 · 
1977 · 
1978 · 
1979 · 
1980 · 
1981 · 
1982 · 
1983 · 
1984 · 
1985 · 
1986 · 
1987 · 
1988 · 
1989 · 
1990 · 
1991 · 
1992 · 
1993 · 
1994 · 
1995 · 
1996 · 
1997 · 
1998 · 
1999 · 
2000 · 
2001 · 
2002 · 
2003 · 
2004 · 
2005 · 
2006 · 
2007 · 
2008 · 
2009 · 
2010 · 
2011 · 
2012 · 
2013 · 
2014 · 
2015 · 
2016 · 
2017 · 
2018 · 
2019 · 
2020 ·  
2021 · 
2022 · 
2023 · 
2024